# Народне мистецтво (журнал)
«Народне мистецтво» — науково-популярний мистецький журнал України.

## Основні реквізити
Заснований в 1997, засновник — Національна спілка майстрів народного мистецтва України
Періодичність — щоквартальник, виходить спареними номерами (раз на півроку). Видано: 12 чисел. Передплатний ІНДЕКС в Україні: 48773. Зареєстровано Міністерством інформації України: Серія КВ № 2461 від 07.03.1997.

## Мета видання
Передача майбутнім поколінням, знаки, символи, стилістику народної культури, яку до нашого часу донесли, відтворили тисячі майстрів килимарства, художньої вишивки, ткацтва, декоративного розпису, народного малярства, художньої обробки металу, гончарів, різьбярів.
Журнал популяризує найкращі досягнення українського народного мистецтва, розповідає про наукові дослідження, дає розвідки про творчість сучасних майстрів, надає сторінки для їхніх уроків, дає інформацію про музеї, виставки в різних областях та осередках країни.